# ジョン・グラハム (初代ダンディー子爵)

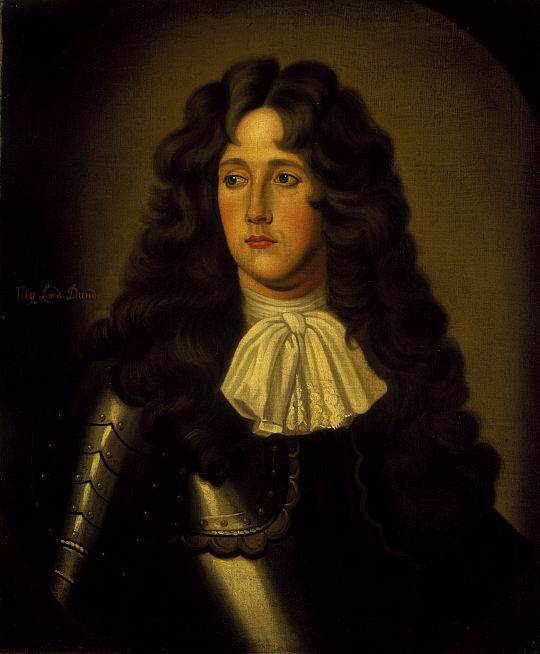
初代ダンディー子爵ジョン・グラハム

初代ダンディー子爵ジョン・グラハム・オブ・クレーヴァーハウス（John Graham of Claverhouse, 1st Viscount Dundee, 1648年7月21日 - 1689年7月27日）は、スコットランドの貴族・軍人。ステュアート朝に仕えジャコバイトに与して名誉革命政権に反乱を起こし、死後は麗しのダンディー（ボニー・ダンディー、Bonnie Dundee）と称された。流血のクレーヴァーズ（Bluidy Clavers）とも呼ばれる。

## 生涯
ダンディー近郊でサー・ウィリアム・ダンディーとマデリン・カーネギー夫妻の息子として誕生した。祖先の1人はスコットランド王ロバート3世で、清教徒革命で国民盟約に属して戦ったモントローズ侯爵ジェイムズ・グラハムは同族に当たる。
1652年に父が死ぬと、叔父の後見で弟ディヴィッドと共に養育されセント・アンドルーズ大学で学び1661年に卒業、1667年に遺産を相続した。1672年に大陸でオランダ侵略戦争が始まると、イングランド王チャールズ2世の庶子のモンマス公爵ジェイムズ・スコット指揮下の軍隊に入隊して同盟国フランスと協力したが、1674年にイングランドがオランダと和睦するとオランダ総督ウィレム3世（後のイングランド王ウィリアム3世）に鞍替えしてスネッフの戦いに参戦、1676年に帰国した。
1678年、チャールズ2世の代理としてスコットランドを統治していたローダーデイル公ジョン・メイトランドが宗教政策の失敗から反乱を起こされると、チャールズ2世の命令で出動して翌1679年までに反乱を鎮圧した。この時、反乱側に対して容赦なく裁判・処刑に踏み切ったことで流血のクレーヴァーズとの異名を取ったが、誇張ともされている。反乱鎮圧後はローダーデイルに代わって赴任して来たチャールズ2世の弟のヨーク公ジェームズ（後のジェームズ2世）に重用され1680年に助成金を獲得、1682年にスコットランド連隊の大佐に任命、1683年にスコットランド枢密院議員にも選ばれた。
1684年にジーン・コクレーンと結婚、翌1685年にジェームズ2世が即位すると1686年に少将に昇進、1688年の名誉革命前ではジェームズ2世への援軍の副司令官としてイングランドへ下向、ジェームズ2世からスコットランド軍総司令官に任命されダンディー子爵に叙爵、翌1689年にスコットランドへ戻った。帰国後はジェームズ2世を追放したウィリアム3世・メアリー2世夫妻を支持するローランド地方の貴族及び長老派が召集した議会と対立、スターリングを拠点にしてハイランド地方の貴族やジャコバイトを集めて挙兵、ウィリアム3世が派遣したヒュー・マッケイ率いるイングランド遠征軍と対決した。7月27日のキリークランキーの戦いでジャコバイト軍はイングランド軍に勝利したが、ダンディーが流れ弾に当たって戦死したため反乱は終息に向かった。
ダンディーの戦死で名誉革命政権は一先ず安泰となったが、ハイランドの完全平定には至らず1692年にグレンコーの虐殺を起こしたり、スコットランドが企画したダリエン計画を潰したりしたため不穏な情勢は収まらず、1707年にイングランド・スコットランドがグレートブリテン王国として一体化した後もスコットランドを基点としたジャコバイトの反乱は続いた。ダンディーの遺体は戦場近くの場所で埋葬、爵位は息子のジェイムズ・グラハムが継承した。